# Capheris langi
Capheris langi es una especie de araña del género Capheris, familia Zodariidae. Fue descrita científicamente por Lawrence en 1936.
Habita en Botsuana y Sudáfrica.